# Дамео
Дамео (англ. Dameo) — абстрактная стратегическая игра для двух игроков, придуманная Кристианом Фрилингом в 2000 году.

## Описание
Вариант игры в шашки, в которую играют на шашечном игровом поле размером 8×8. У каждого из игрока по 18 шашек, которые в начальной расстановке образуют характерную форму трапеции. У кого не осталось действительных ходов, проигрывает — это может произойти, если у игрока не осталось шашек или если всем оставшимся шашкам мешают двигаться шашки соперника. Игра считается ничьей, если ни один из игроков не может выиграть игру. Также объявляется ничья, когда одна и та же позиция повторяется три раза одним и тем же игроком (не обязательно последовательно).